# Ingang Oost
Ingang Oost was een televisieprogramma op de Nederlandse publieke omroep Evangelische Omroep, het programma werd sinds 15 mei 2003 uitgezonden. In dit televisieprogramma werd meegekeken op de afdeling spoedeisende hulp in het ziekenhuis.
Ingang Oost volgde met de camera de slachtoffers op de afdeling en de medewerkers van de afdeling spoedeisende hulp.